# Sharof Rashidov
Sharof Rashidovich Rashidov (ouzbek : Шароф Рашидович Рашидов ; russe : Шара́ф Раши́дович Раши́дов, Charaf Rachidovitch Rachidov) (6 novembre 1917 à Djizak — 31 octobre 1983 à Tachkent) est un homme politique soviétique ouzbek, premier secrétaire du parti communiste de la RSS d'Ouzbékistan de mars 1959 à octobre 1983, écrivain (prix Lénine de littérature).
Le nom de Sharof Rashidov est étroitement lié à l'affaire du coton ouzbek, un retentissant scandale de falsification de récoltes et de corruption de l'« or blanc » dans les hautes sphères ouzbek et soviétiques dans les années 1980.

## Biographie
Sharof Rashidov est inhumé au cimetière de Chigʻatoy à Tachkent.